# Baunach
Baunach é um município da Alemanha, localizado no distrito Bamberg, no estado de Baviera.